# Coupe du Portugal de football 2009-2010
 (novembre 2024).
Si vous disposez d'ouvrages ou d'articles de référence ou si vous connaissez des sites web de qualité traitant du thème abordé ici, merci de compléter l'article en donnant les références utiles à sa vérifiabilité et en les liant à la section « Notes et références ».
Navigation
2008-2009 2010-2011
La Coupe du Portugal de football 2009-2010 est la 70e édition de la Coupe du Portugal de football, considéré comme le deuxième trophée national le plus important derrière le championnat. 
La finale est jouée le 16 mai 2010, à l'Estádio Nacional do Jamor, entre le FC Porto et le GD Chaves, équipe de deuxième division. Le FC Porto remporte son quinzième titre en battant Chaves 2 à 1.

## Finale[1]
| 16 mai 2010 | GD Chaves        | 1 - 2   | FC Porto | Estádio Nacional do Jamor |                           |
|             |                  | (0 - 2) |          | Arbitrage : Pedro Proenca | Arbitrage : Pedro Proenca |
|             | Feuille de match |         |          | Arbitrage : Pedro Proenca | Arbitrage : Pedro Proenca |